# 托納格島
67°6′S 50°18′E / 67.100°S 50.300°E
托納格島是南極洲的島嶼，位於阿蒙森灣南部，處於比弗冰川西北面，長7公里、寬3.7公里，在1956年10月由澳大利亞探險隊發現，以該國的海軍上尉命名。